# Uncastillo
Uncastillo é um município da Espanha na província de Saragoça, comunidade autónoma de Aragão. Tem 230,6 km² de área e em 2021 tinha 634 habitantes (densidade: 2,7 hab./km²).
Sancho Garcês (ca.  1038–1083) foi senhor desta localidade e de Sangüesa.

## Demografia
| Variação demográfica do município entre 1991 e 2004 | Variação demográfica do município entre 1991 e 2004 | Variação demográfica do município entre 1991 e 2004 | Variação demográfica do município entre 1991 e 2004 |
| --------------------------------------------------- | --------------------------------------------------- | --------------------------------------------------- | --------------------------------------------------- |
| 1991                                                | 1996                                                | 2001                                                | 2004                                                |
| 961                                                 | 967                                                 | 883                                                 | 863                                                 |

1. 1 2  «Cifras oficiales de población resultantes de la revisión del Padrón municipal a 1 de enero» (ZIP). www.ine.es (em espanhol). Instituto Nacional de Estatística de Espanha. Consultado em 19 de abril de 2022